# Prince Royalty
Prince Royalty est une royalty dans le comté de Prince, Île-du-Prince-Édouard, Canada. Il fait partie de la Paroisse St. David.
Le canton était supposé être le domicile du siège de comté, nommé Princetown et il fut arpenté pour cet objectif durant l'arpentage colonial de 1764 fait par le capitaine Samuel Holland.
Le canton est sur une péninsule s'étirant à la baie de Malpèque du Lot 18 adjacent. Malheureusement, le port non profond était inapproprié pour un port majeur et le centre commercial du comté se déplaça à une région du canton du Lot 17 qui faisait face à un port protégé sur le détroit de Northumberland, qui fut renommé plus tard à Summerside.
Prince Royalty fait partie de la Paroisse St. David.

## Histoire
Comme Prince Royalty n'était pas utilisé comme un siège du comté, il y eut peu de peuplement rural par les cultivateurs, car la Couronne et non un propriétaire possédait le territoire, donc aucune colonisation ne débuta. Un chemin militaire fut construit de la capitale Charlottetown et fut nommé le chemin Princetown.
Princetown devint un village le 2 décembre 1901, mais fut diminué à un peuplement en 1925. Postes Canada changeât le nom de la communauté de Princetown à Malpeque le 16 novembre, 1945; la communauté de Princetown changeât son nom à Malpeque le 13 mars 1947.
Le statut de Malpeque fut diminué à un hameau en 1960 et fut fusionné à Malpeque Bay en 1973, avec le statut de Malpeque étant une localité.

## Communautés
incorporé:
- Malpeque Bay

non-incorporé:
- Baltic